# NGC 1317
NGC 1317 (również NGC 1318 lub PGC 12653) – galaktyka spiralna z poprzeczką (SBa), znajdująca się w gwiazdozbiorze Pieca. Galaktyka ta należy do Gromady w Piecu.
Została odkryta 24 listopada 1826 roku przez Jamesa Dunlopa, a jego obserwacja została skatalogowana przez Dreyera w jego katalogu jako NGC 1317. 19 stycznia 1865 roku galaktykę obserwował też Julius Schmidt i błędnie uznał, że odkrył nowy obiekt. Błędu tego Dreyer nie zauważył i w oparciu o pracę Schmidta skatalogował galaktykę po raz drugi jako NGC 1318.